# Santuario della Santissima Pietà
Il Santuario della Santissima Pietà è un edificio religioso, risalente al XVI secolo, che si trova a Cannobio, nella provincia del Verbano-Cusio-Ossola e diocesi di Novara. 

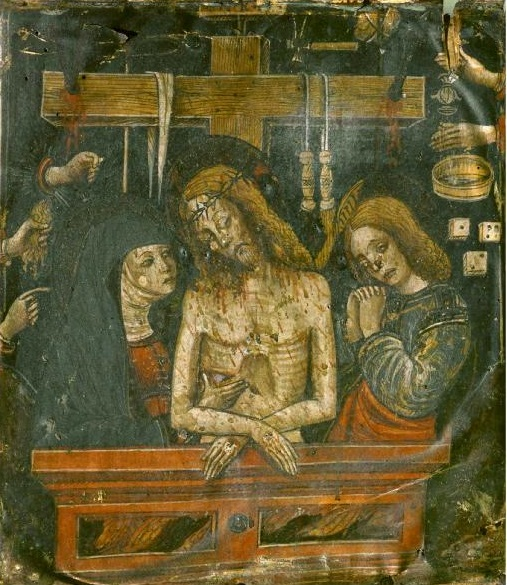
L'immagine miracolosa

Il santuario fu costruito per commemorare il miracolo della Sacra Costa, che vede come protagonista un piccolo dipinto su pergamena raffigurante una Pietà, con Cristo tra Maria e Giovanni Evangelista, oggi collocato in una nicchia dell'altare maggiore. Nel gennaio del 1522 la pergamena avrebbe sanguinato e successivamente anche una piccola costola, proporzionata alla dimensione del Cristo dipinto, sarebbe caduta dalla pergamena. Oggi la Sacra Costa si trova in un reliquiario collocato nella cupola della parrocchiale di San Vittore, mentre i panni macchiati dal sangue sono nell'urna posta sotto l'altare maggiore.
Una primitiva cappella venne costruita sul luogo del miracolo nel 1527 ma fu ben presto ampliata, tra il 1575 e il 1614, su progetto di Pellegrino Pellegrini per iniziativa dell'arcivescovo di Milano Carlo Borromeo (nella cui diocesi all'epoca rientrava la pieve di Cannobio), legato alla cittadina lacustre anche in quanto essa costituiva, con gran parte del Verbano, feudo della famiglia Borromeo.

## Interno

### L'Andata al Calvariodi Gaudenzio Ferrari
L'opera più celebre tutt'ora custodita all'interno del santuario è l'Andata al Calvario di Gaudenzio Ferrari, commissionata al famoso pittore piemontese dai deputati della Pietà nel 1536 quale pala destinata all’altar maggiore del primitivo santuario.
Il dipinto divenne celebre, tanto che Giovanni Paolo Lomazzo, nel suo Trattato dell’arte della pittura, scoltura et architettura, pubblicato a Milano nel 1584,  racconta il fantasioso aneddoto secondo cui un cane, ingannato dal realismo della tavola, si sarebbe avventato sul segugio bianco inserito da Gaudenzio nell’angolo inferiore destro del dipinto. Dopo il 1642, viene abbandonata l'originale cornice lignea rinascimentale e le tavole dell’Andata al Calvario e degli Angeli adoranti vengono ritagliate e risagomate, adattandole all’interno di una nuova struttura in marmi contenente anche il quadretto miracoloso. 

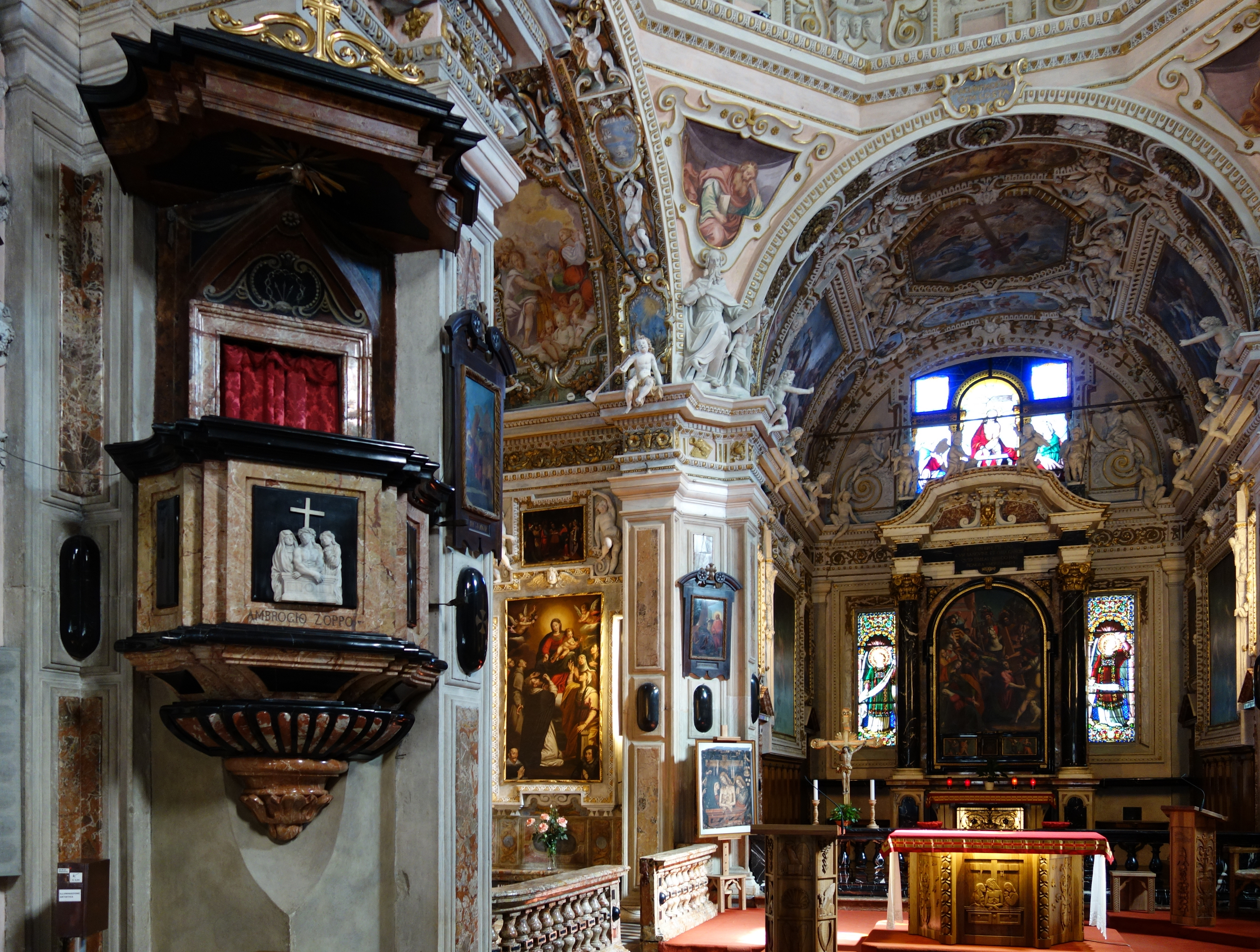
Interno

L'opera, stilisticamente vicina al Martirio di Santa Caterina di Gaudenzio oggi nella Pinacoteca di Brera, e accostata dai critici allo Spasimo di Sicilia, dipinto da Raffaello entro il 1517, è caratterizzato da una cromia accesa, e si mostra affollato da personaggi concitati che ne esaltano la teatralità. 

### Altre opere
Nel corso delle campagne decorative del Seicento e del Settecento, il santuario si è arricchito di numerose altre opere d'arte: 
- Carlo Cane (1615? -1679), Angeli, affreschi all'interno del tiburio e della cupola.
- Luigi Scaramuccia (1616-1680), due tele nell’abside con Flagellazione e Incoronazione di spine.
- Ambrogio Omacini da Cannobio, quattro quadri con storie della Passione di Cristo – Tradimento di Giuda e cattura di Gesù, Gesù davanti a Caifa, Gesù davanti a Pilato e Gesù davanti ad Erode – collocate nel presbiterio a fianco dei due quadroni di Luigi Scaramuccia, 1676.
- Nel 1683 il vescovo Federico Visconti dà ordine di riempire con pitture gli interni degli incorniciamenti a stucco del presbiterio al pittore Cristoforo Giussani (1671-post 1747) con scene riferite alla Passione di Cristo.
- Allo stesso Cristoforo Giussani sono dovuti l'Orazione nell’orto e Il congedo di Gesù da Maria, nella volta della navata.